# 万年2番手だった麒麟川島が転生したら千鳥おぎやはぎ山里を従えるメインMCだった件
『異世界転生バラエティ 万年2番手だった麒麟川島が転生したら千鳥おぎやはぎ山里を従えるメインMCだった件』（いせかいてんせいバラエティ まんねんにばんてだったきりんかわしまがてんせいしたらちどりおぎやはぎやまさとをしたがえるメインエムシーだったけん）は、2021年3月22日にテレビ東京系列で放送された特別番組である。

## 概要
「俺の名前は川島明42歳。どこに行っても2番手を務める冴えない芸人だ。先輩はもちろん同期だろうが後輩だろうがきっちり盛り上げますよ〜って思ってたらなんとなんと異世界に転生しちゃったって訳。え〜っ！メインMCが俺！？一体どうなっちゃうの〜！？」
現世では様々な番組で裏回しやアイドルのサポート、大御所のフォローとなにかと2番手を担っている麒麟・川島明。そんな川島が現世と違い、千鳥やおぎやはぎといった人気芸人を従えるMCの異世界に転生した設定のバラエティ番組。
またプロデューサーの佐久間宣行は
と語っている。

## 出演者
- MC
  - 川島明（麒麟）

- 従者
  - おぎやはぎ（小木博明・矢作兼）
  - 千鳥（大悟・ノブ）
  - 山里亮太（南海キャンディーズ）

- コーナー出演
  - 佐藤栞里

## 内容
「異世界転生」とは冴えない主人公が別の世界へ突然ワープ、チート能力で大活躍するライトノベルの人気ジャンル。その設定が麒麟・川島の身に降り掛かった。この番組は万年2番手でつかえてきた川島がトップMCとして君臨する異世界を舞台に展開される。
現世でトップMCとして活躍している千鳥・おぎやはぎ・山里の3組は異世界では2番手のポジションになる。また芸能界でクセのあるキャラに転生してトーク番組にも参加する。
- 「第1章・川島への感謝と2番手の苦悩」

人気MC陣は2番手で番組を盛り上げている川島に感謝しているか？また、それぞれの番組に対しての川島への扱い方やMCのやり方に対して川島がいろいろ意見を言う。
- 「異世界キャラ変トーク」

現世では冠番組を持っている5人に今のキャラを捨て全く新しいキャラに生まれ変わって架空のトーク番組を行う。
- 「第2章・自分のキャラ把握とその問題点」

世間から自分はどんなキャラと思われているのか？それをフリップに書き把握する。また売れっ子MC陣それぞれの問題点や悩みなども告白する。
| -                                         | 大悟         | ノブ                             | 小木博明                 | 矢作兼                 | 山里亮太                   |
| ----------------------------------------- | ------------ | -------------------------------- | ------------------------ | ---------------------- | -------------------------- |
| 自分が世間から思われているキャラ          | ヤンチァ     | なげきツッコミで笑わすイジラレ男 | ひとでなし向こう見ず発言 | 小木の全てを許す包容力 | 女優さんと結婚した逆転芸人 |
| 川島が提言する 世間から思われているキャラ | 地を這う性欲 | -                                | メンヘラ放火魔           | -                      | 足軽エンペラー             |

- 「第3章・新たなるキャラへの挑戦」

売れっ子MCでも今のキャラには不安が…そこで行き詰まった時すぐに別キャラに移行できるよう現在芸能界で活躍しているキャラの中から新キャラを選び架空のトーク番組に挑戦する。
| 大衆演劇 悪口おじさん         | モノマネ レジェンド芸人           | 元TRF                       | 都市伝説すぐ言う芸人                | テレビ頑張りたくないネガティブ芸人 |
| ゴシップ大好きゲス芸人        | スキャンダルから 復帰中の人       | 他の追随を許さない 天然芸人 | キラーワードひとつで 戦場に来た芸人 | 1兆個のギャグを持つ芸人            |
| コメント上手な グルメ芸人     | ひと言で爆笑をとる スナイパー芸人 | すぐ泣いちゃう 感動おじさん | 自由奔放な 2世タレント              | スタッフめっちゃいじる芸人         |
| ポジティブモンスター          | 意識高いオンラインサロン芸人      | 名言連発のご意見番          | 何でもフォローする 裏回し芸人       | 相方がスキャンダル 起こした芸人    |
| 紙一重の エキセントリック芸人 | お笑い界のドン                    | イジられキモ芸人            | ミニコント すぐ入っちゃう芸人       | 毒舌すべらない芸人                 |
| 間を絶対に埋める ガヤ芸人     | 怖いもの知らずの YouTuber芸人     | 都会派チャラ芸人            | とにかくヨイショ芸人                | 大声キレツッコミ芸人               |

| 大悟                         | ノブ                 | 小木博明                   | 矢作兼               | 山里亮太                | 川島明       |
| ---------------------------- | -------------------- | -------------------------- | -------------------- | ----------------------- | ------------ |
| 何でもフォローする裏回し芸人 | 都市伝説すぐ言う芸人 | 他の追随を許さない天然芸人 | 大声キレツッコミ芸人 | 1兆個のギャグを持つ芸人 | 昭和の大物MC |

- 「第4章・5人の新キャラと何も知らない姫」

新キャラに生まれ変わった5人が何も知らないゲスト・佐藤栞里と共にニセのトーク番組「この話、聞かせてもらってイイですか？」を展開していく。ニセ番組の設定はゲストに質問して魅力を引き出す番組。トーク中ゲストの魅力を引き出せてないと感じたら川島のボタンで一旦収録をストップする。このストップが入ると佐藤にヘッドホンをしてもらい後ろを向いてもらう。その間に作戦タイムに入り、この時にしっくり来なかったキャラの人は新しいキャラにチェンジする。
|                       | 大悟                         | ノブ                   | 小木博明                     | 矢作兼                          | 山里亮太                     |
| --------------------- | ---------------------------- | ---------------------- | ---------------------------- | ------------------------------- | ---------------------------- |
| チェンジ前            | 何でもフォローする裏回し芸人 | 都市伝説すぐ言う芸人   | 他の追随を許さない天然芸人   | 大声キレツッコミ芸人            | 1兆個のギャグを持つ芸人      |
| 1回目のキャラチェンジ | 何でもフォローする裏回し芸人 | イジられキモ芸人       | 絶対に間を埋めるガヤ芸人     | キラーワード1つで戦場にきた芸人 | 1兆個のギャグを持つ芸人      |
| 2回目のキャラチェンジ | 怖いもの知らずのYouTuber芸人 | モノマネレジェンド芸人 | 何でもフォローする裏回し芸人 | スタッフめっちゃいじる芸人      | ミニコントすぐ入っちゃう芸人 |

- 「第5章・新たなる転生者現る」

川島に続き、異世界に入ってきた2番手どころか6万番手の地べたポジションのネゴシックスがMCの冠番組「ネゴシックスのおしゃべりネゴちゃん」を展開する。

## スタッフ
- 構成：相澤昇、大井洋一、川上テッペン、福田卓也
- AD：松丸暖
- ディレクター：加藤正悟
- 演出：鈴木拓也、降川浩史
- プロデューサー：佐久間宣行、星俊一、碓氷容子
- チーフプロデューサー：伊藤隆行
- 制作・著作：テレビ東京